# Église Saint-Chartier de Javarzay
L'église Saint-Chartier est une église catholique située à Chef-Boutonne, en France.

## Localisation
L'église est située dans le département français des Deux-Sèvres, sur la commune de Chef-Boutonne.

## Historique
L'édifice est classé au titre des monuments historiques en 1840.
L'église survit au incendies de Javarzay grâce à ce qui est reconnu par la paroisse comme le 
"Miracle de Javarzay"